# Mana Ashida
Mana Ashida (japanska: 芦田 愛菜?, Ashida Mana) , född 23 juni 2004 i Nishinomiya, är en japansk barnskådespelerska och sångare. Hon är mest känd för att ha medverkat i TV-serierna Mother, Marumo no Okite, Beautiful Rain. 
Hon dök också upp i filmerna Usagi Drop och Pacific Rim.

## Filmografi

### Filmer
- 2010 – Hanbun no Tsuki ga Noboru Sora – Mirai Natsume
- 2010 – Confessions
- 2010 – Ghost: Mouichido Dakishimetai – Flickspöke
- 2011 – Inu to Anata no Monogatari  – Mana
- 2011 – Hankyū Densha – Ami Hagiwara
- 2011 – Usagi Drop – Rin Kaga
- 2012 – Liar Game: Saisei – Alice
- 2012 – Nobo no Shiro  – Chidori
- 2013 – Pacific Rim – lilla Mako Mori
- 2013 – Kujikenaide – lilla Toyo Shibata
- 2014 – Entaku: Kokko, Hito Natsu no Imagine – Kotoko Uzuhara
- 2017 – Yamada Takayuki 3D

### TV
- 2009 – ABC Short Movie 2: Daibokenmama
- 2009 – Ketto! Rojinto
- 2010 – Tokujo Kabachi!!
- 2010 – Mother – Reina Michiki (Tsugumi)
- 2011 – Toilet no Kamisama – lilla Kana Uemura
- 2011 – Gō: Hime-tachi no Sengoku – lilla Chacha
- 2011 – Sayonara Bokutachi no Youchien – Kanna Yamazaki
- 2011 – Marumo no Okite – Kaoru Sasakura
- 2011 – Hanazakari no Kimitachi e – Kaoru Sasakura (cameoroll)
- 2011 – Kono Sekai no Katasumi ni – Chizuru Hojo
- 2011 – Honto ni Atta Kowai Hanashi – Ayaka Suzaki
- 2011 – Marumo no Okite Special – Kaoru Sasakura
- 2011 – Nankyoku Tairiku – Haruka Furudate
- 2012 – Alice in Liar Game – Alice
- 2012 – Beautiful Rain – Miu Kinoshita
- 2014 – Ashita, Mama ga Inai – Post
- 2014 – Gin Nikan – lilla Otetsu Maho
- 2014 – Hana-chan no Miso Soup – Hana Yasutake
- 2015 – Rugged! – Noa Fukami
- 2016 – Our House – Sakurako Ban
- 2018 – Manpuku – berättare